# Amienski mir
Amienski mir je naziv za mirovni sporazum med 	Združenim kraljestvom in Francijo, ki je bil podpisan 25. marca 1802 v francoskem mestu Amiens. Sporazum je zaznamoval konec druge koalicije in s tem devetletne vojne, hkrati pa angleško priznanje Francoske republike.
Po francoskih zmagah v bitkah pri Marengu in Hohenlindenu so britanske zaveznice v drugi koaliciji Avstrija, Rusija in Neapelj zaprosile za premirje, ki se je zgodilo s podpisom Lunévillskega miru 9. februarja 1801. Nelsonova pomorska zmaga v bitki pri Kobenhavnu 2. aprila 1801 je ustavila zvezo oborožene nevtralnosti in vodila k premirju in pogajanjem. Sporazum je omogočila izguba oblasti ministrskega predsednika Williama Pitta v Veliki Britaniji, ko ga je zamenjal Henry Addington, sama pogajanja pa je vodil Lord Liverpoolski. S strani Francije ga je podpisal Joseph Bonaparte, s strani Velike Britanije pa markiz Cornwallis.
Sporazum je poleg miru, prijateljstva in dobrega razumevanja določal zamenjavo vojnih ujetnikov in talcev. Velika Britanija se je morala odpovedati terjatvam do francoske krone, ki jih je imela še od začetka stoletne vojne. Po določilih sporazuma je Združeno kraljestvo vrnilo večino Zahodne Indije Batavski republiki in Španiji, prav tako se je morala britanska vojska umakniti iz Egipta, ostala pa sta jim Trinidad in Tobago ter Cejlon; Francozi so se umaknili iz Papeške države; določene so bile meje Francoske Gvajane; Malteški otoki so pripadli Redu sv. Janeza v Jeruzalemu, ki je razglasilo nevtralnost.